# Barrage de la Girotte
Le barrage de la Girotte est situé en France sur la commune d'Hauteluce, dans le département de la Savoie en région Auvergne-Rhône-Alpes.
Il s'agit d'un barrage à voutes multiples en béton perché à 1 700 m d'altitude dans le Beaufortain, au nord-est du département.

## Histoire
Avant que le barrage ne soit construit il y avait un lac naturel, qui a été l'un des points de passage[pas clair] de la Glorieuse rentrée des vaudois en 1689. Il sera plus tard aménagé. Depuis 1900, le lac de la Girotte est utilisé pour produire de l'électricité.

### L'époque Girod
Pour assurer la régularisation du débit du torrent qui alimentait son usine aux Papeteries Aubry de Venthon, Paul Girod, le créateur d'Ugitech, eut l'idée d'utiliser le réservoir naturel du lac de la Girotte, en faisant une première percée horizontale à 17 mètres sous le niveau de la surface du lac, ce qui permet de l'utiliser aussi en période de basses-eaux, afin d'alimenter de façon plus importante le Doron de Beaufort et l'usine électrique desservant les fours à métaux installés dans les ex-Papeteries Aubry de Venthon que louait Paul Girod avant de s'installer à Ugine, où il recourt alors à des centrales sur l'Arly et à partir de 1908  dans la gorge du Bon-Nant.

### L'installation de pompes centrifuge
Ses successeurs utilisent une pompe centrifuge du type de celles de la société d'Auguste Rateau, fondée en 1903, où l'eau descendant du premier barrage de la Girotte est forcée au travers d’une roue à aubes, actionnée par l'usine électrique sous le barrage, dont la rotation l'aspire axialement dans la pompe, puis l’accélère radialement et la refoule 500 mètres plus haut dans le barrage.[pas clair] Deux unités de 5 000 ch, l'une construites par la Compagnie de Construction Mécanique, procédés Sulzer, exploitée dès 1923, et l'autre de 8 000 ch (pompe Râteau), en montage en 1931 actionnée par un groupe turboalternateur de 9 000 ch seront alors utilisées. La première pompait 3 200 m3/h, prenant une dizaine de jours pour remonter 8 millions de mètres-cubes permettant de ré-emplir le lac en utilisant une bonne partie du potentiel apporté par le tunnel de déjection creusé en 1921 ou 1922 à 80 mètres sous sa surface. Le moteur électrique était susceptible de fonctionner en moteur synchrone durant les périodes de pompage.

### Les captages
Les eaux turquoise du lac s'expliquent par l'origine glaciaire de ses eaux : plusieurs captages ont été effectués pour augmenter son volume. À partir de 1923, une «dérivation de 4,85 kilomètres capte à 1 900 mètres d’altitude le Bon-Nant et au passage le ruisseau de Colombe soit un total de 13 millions de mètres cubes ajouté à la capacité du Lac, constate en 1925 le congrès de la Houille Blanche, à Grenoble, alors qu'émerge le projet de barrer aussi la haute vallée de La Gittaz, afin de créer le premier exemple de vallée alpine aménagée et régularisée entièrement. Le captage s'effectue au Plan Jovet  à 1 910 mètres, sous le col du Bonhomme, côté Contamines et passe ensuite sous la tête de la Cicle et les aiguilles de la Pennaz par un tunnel. Comme il ne suffit pas aux Allemands, en 1942 une autre galerie de 5,3 km, passant à l'aval du Mont Tondu, s'y raccorde et plusieurs galeries sont ouvertes dans le glacier de Tré la Tête, sa langue terminale étant trop basse par rapport à la conduite forcée. Jusqu’à 800 personnes travaillent sur le barrage, relié par deux téléphériques au Val Montjoie. Au XXIe siècle, ce sera un total de 10 km de galeries souterraines qui capteront les prises d’eau de Tré-la-Tête, du Mont Tondu et du Plan Jovet, avec un débit maximum de 6 m3/s, sur un bassin versant total de 28 km2. C'était la première prise d’eau sous-glaciaire d'Europe, donnant au lac une couleur verte. Le recul du glacier de Tré la Tête oblige à reconstruire en 1961 le captage de 1942.
Un autre percement du lac avait eu lieu en 1923, cette fois à 80 mètres sous le niveau de la surface du lac, une galerie horizontale de 335 mètres permettant d'acheminer l'eau vers l'usine électrique de Belleville, en contrebas.
La vallée est équipée par la construction successive d'une série de sept centrales en escalier, de Venthon (1899) (pour la fabrication d'électricité), Queige (1909), Roengers (1919), Domelin (1922), Belleville (1923), Villard (1929) et Hauteluce (1932). En 1933, la capacité totale est de 125 MW, en additionnant en particulier les usines de Belleville (27 MW à 1 211 mètres), Hauteluce (8,5 MW à 1 035 mètres) et Dolimet-Beaufort (77 MW, à 750 mètres) et l'ouvrage de Joseph Garin mentionne déjà le captage du glacier de Tré la Tête, sans donner plus de précision qu'une évaluation du flux obtenu. La Société d'Electrochimie et des Aciéries électriques d'Ugine entreprit en 1941 de capter le torrent sous-glaciaire via une reconnaissance approfondie de la morphologie du lit du glacier. Les Eaux et Forêts étudiaient les variations du glacier depuis 1908, via des mesures de vitesse. Les premières excavations ont été effectuées en 1942-43, décrites par l'ingénieur Max Waeber et dans La Houille Blanche (revue), revue internationale de la Société Hydrotechnique de France.
Arrivé dans la région en 1898, Paul Girod avait créé, en 1904 une usine hydro-électrique sur l’Arly, à Ugine, puis, en 1908, une autre plus grosse sur le Bon-Nant, à Saint-Gervais, torrent essentiellement glaciaire, prenant le relais l'été de l’Arly.

### La compagnie du lac
Ce n'est que pendant la guerre, en août 1942, sous occupation allemande, que le chantier de construction de l'actuel barrage démarre vraiment. La construction du barrage sert d'alibi aux résistants, qui sous l'impulsion du capitaine Jean Bulle (1913-1944), et de son adjoint Louis Pivier (dit Beauregard) commandant du 3e bataillon F.T.P pour le « secteur Ugine – Albertville », créent en 1943 la Compagnie du Lac, qui est un "maquis-silo", servant de point d'appui aux "maquis dormants". Les ouvriers ont le droit de se déplacer et des tickets de rationnement en quantité, en raison de l'altitude, car l'usine d'Ugine est considérée comme prioritaire par l'Occupant qui y fabrique des aciers spéciaux. Le 1er août 1944, un très important parachutage de matériel et d’armes sera fait juste en face du lac, au col des Saisies, ce qui permettra d’équiper environ 3 000 hommes des différents maquis du Val d’Arly jusqu’à la Maurienne, afin d’accélérer la Libération de la Savoie. La Compagnie du Lac combattra pendant la libération d'Albertville, perdant une vingtaine d’hommes, dont quatre officiers, parmi lesquels Jean Bulle.

### Le barrage actuel

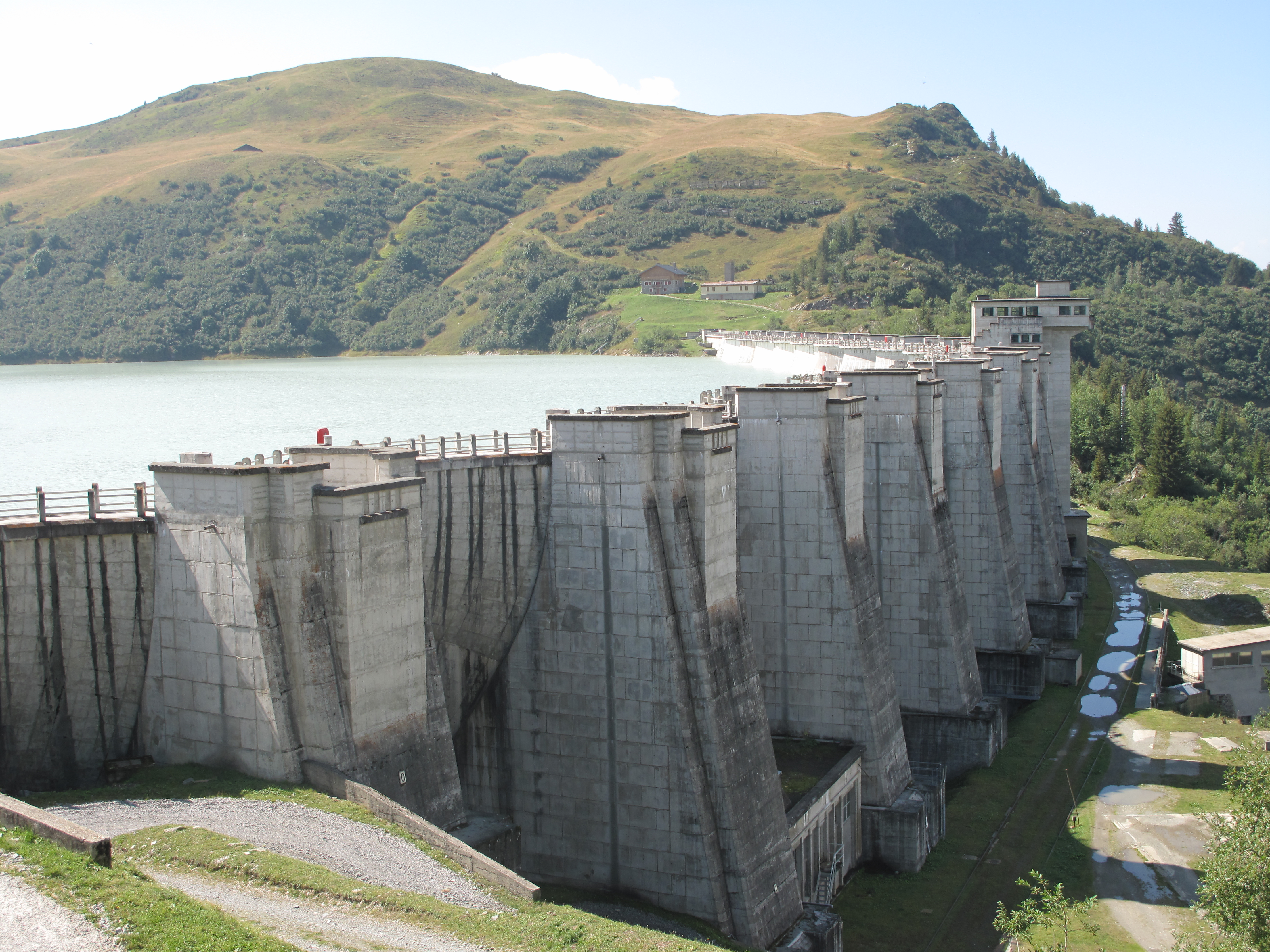
Piliers du barrage.

Ralentis par le froid (il est tombé 18 mètres de neige en 1944-45) et la guerre, les travaux ne seront terminés qu'en 1949 : 400 à 800 personnes, complètement autonomes, reliées à la vallée par deux téléphériques, travaillent à la construction de cet ouvrage. Pour les accueillir, il est nécessaire de bâtir deux villages d’accueil : l’un à Belleville, l’autre près du lac. La dernière année, « on parvenait à couler 1 000 m3 de béton par jour, c’était un exploit à l’époque, et j’ai une pensée toute particulière pour ces hommes qui ont donné le meilleur d’eux-mêmes pendant cinq ans », témoignera Jean-Richard Le Cointe, ingénieur sur le chantier de la Girotte.
Le barrage est entièrement en béton, il n'y a pas d'armature d'acier dedans. Les points d'appuis sur le roc étant médiocres, les voûtes du barrage sont convexes, dans le sens est-ouest et bombées de bas en haut, ce qui permet à l'eau d'appuyer verticalement sur les piliers, dont certains sont par ailleurs surmontés de tours d'observation.

## Maintenance
En mars 2006, un rapport confidentiel d'EDF stipule que des fissures ont été observées sur les voûtes du barrage, ainsi que des fuites sur certaines membranes. L'ouvrage présente un risque de vieillissement prématuré. Les travaux d'entretien sont estimés à 520 000 € sur quatre ans[réf. souhaitée].

## Littérature

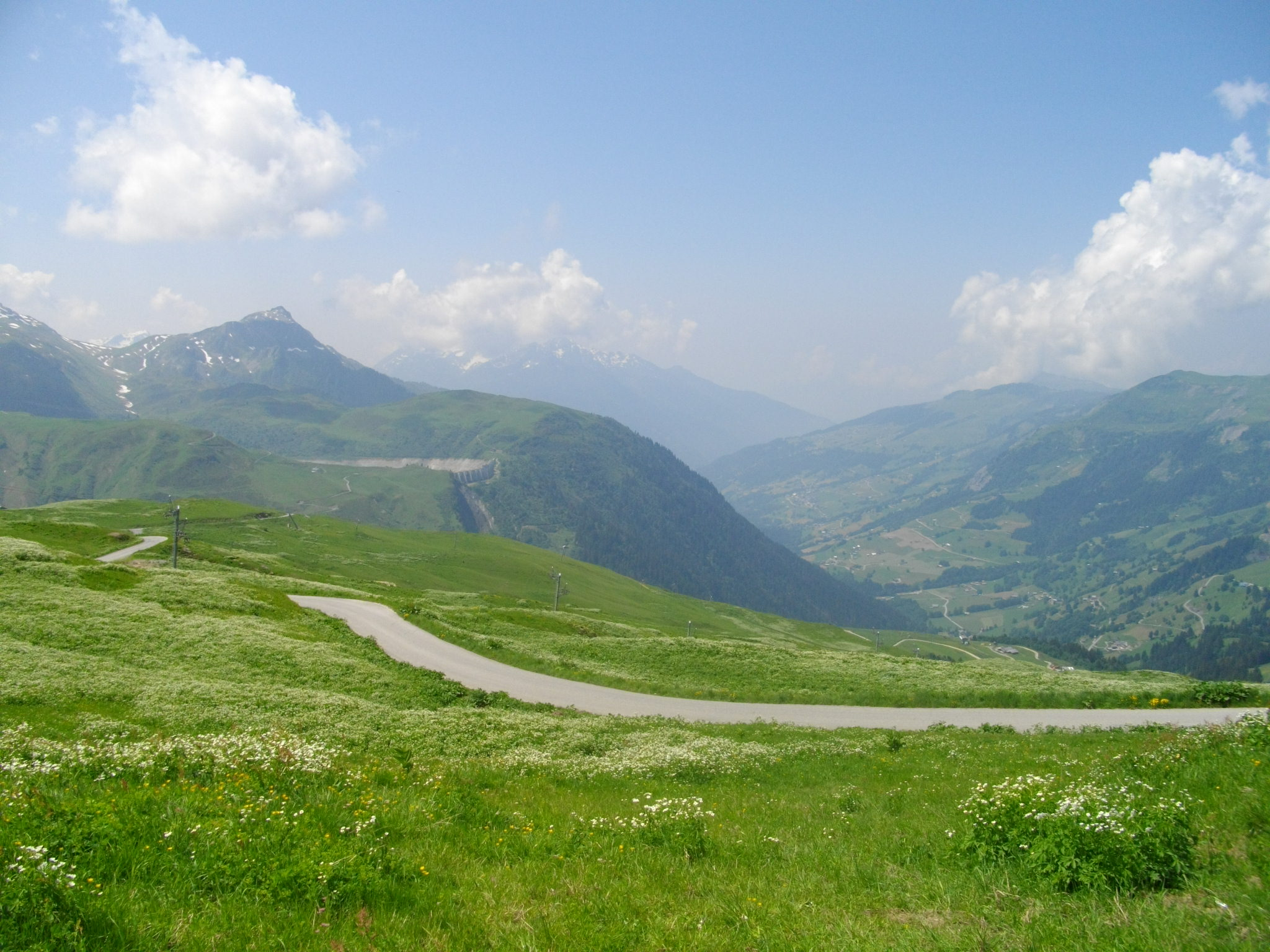
Le barrage de la Girotte, la montagne d'Outray et la vallée du Dorinet depuis le col du Joly.

Bastion de la résistance lors de la Seconde Guerre mondiale, le chantier de construction du barrage de la Girotte est évoqué dans le roman de Roger Frison-Roche Les montagnards de la nuit. Issu de parents originaires de Beaufort, l'écrivain passe pendant son enfance de nombreux séjours dans cette localité.